# Haskeir Island
Haskeir Island är en ö i Storbritannien.   Den ligger i kommunen Yttre Hebriderna och riksdelen Skottland, i den nordvästra delen av landet, 800 km nordväst om huvudstaden London. Arean är 15,0 kvadratkilometer.
Terrängen på Haskeir Island är mycket platt. Öns högsta punkt är 31 meter över havet. Den sträcker sig 0,8 kilometer i nord-sydlig riktning, och 0,8 kilometer i öst-västlig riktning.